# Сараландж (област Ширак)
Вижте пояснителната страница за други значения на Сараландж.
Сараландж (на арменски: Սարալանջ) е село и община в Армения, област Ширак. Според Националната статистическа служба на Армения през 2012 г. има 1192 жители.

## Демография
Броят на населението в годините 1831 – 2004 е както следва: